# هایدلبرگ (مینه‌سوتا)
هایدلبرگ، مینه‌سوتا (به انگلیسی: Heidelberg, Minnesota) یک شهر در ایالات متحده آمریکا است که در شهرستان لو سوئور، مینه‌سوتا واقع شده‌است.

## خصوصیات
هایدلبرگ ۱٫۳۷ کیلومترمربع مساحت و ۱۲۲ نفر جمعیت دارد و ۳۲۱ متر بالاتر از سطح دریا واقع شده‌است.